# Selección de vóley playa de Alemania
La Selección de vóley playa de Alemania es el equipo formado por jugadores de nacionalidad alemana que representa a la Asociación Alemana de Voleibol (Deutscher Volleyball-Verband e.V.) en las competiciones internacionales organizadas por la Federación Internacional de Voleibol (FIVB) o el Comité Olímpico Internacional (COI): los Juegos Olímpicos, Campeonato Mundial de Vóley Playa y Campeonato Europeo de Vóley Playa principalmente.

## Selección masculina
- Medalla de oro en el Campeonato Mundial de Vóley Playa de 2009.[1]
- Medalla de bronce el Campeonato Mundial de Vóley Playa de 2011.
- Medalla de oro en el Campeonato Europeo de Vóley Playa de 2002, 2004, 2006, 2011 y 2012.
- Medalla de bronce en los Juegos Olímpicos de Sídney de 2000.
- Medalla de oro en el Tour Mundial de Voleibol Playa (Swatch FIVB World Tour) de 2009 y 2010.
- Medalla de oro en los Juegos Olímpicos de Londres de 2012.

## Selección femenina
- Medalla de oro en el Campeonato Europeo de Vóley Playa de 1994, 1995, 2003, 2008 y 2010.
- Medalla de oro en el Tour Mundial de Voleibol Playa (Swatch FIVB World Tour) de 2007.
- Medalla de oro en la Universiada de 2011.